# Lagarde (Górna Garonna)
Lagarde – miejscowość i gmina we Francji, w regionie Oksytania, w departamencie Górna Garonna.
Według danych na rok 1990 gminę zamieszkiwały 194 osoby, a gęstość zaludnienia wynosiła 17 osób/km² (wśród 3020 gmin regionu Midi-Pyrénées Lagarde plasuje się na 869. miejscu pod względem liczby ludności, natomiast pod względem powierzchni na miejscu 986.).
We wsi znajduje się neoromański kościół św. Remigiusza. 